# Parafia św. Mateusza Apostoła w Bądkowie
Parafia Świętego Mateusza Apostoła w Bądkowie – rzymskokatolicka parafia położona we wsi Bądkowo. Administracyjnie należy do diecezji włocławskiej (dekanat bądkowski). 
Odpust parafialny odbywa się w uroczystość św. Mateusza – 21 września.
Proboszczem od 2007 roku jest ks. kan. Antoni Tabak, wicedziekan dekanatu bądkowskiego.

## Kościoły
- kościół parafialny: Kościół św. Mateusza Apostoła w Bądkowie
- kaplica filialna: Kaplica Najświętszego Serca Pana Jezusa w Wysocinie